# Scott McCaig
Scott Cal McCaig CC (ur. 12 grudnia 1965 w Duncan) – kanadyjski duchowny katolicki, biskup polowy Kanady od 2016.

## Życiorys
Święcenia kapłańskie otrzymał 3 czerwca 1995 w zgromadzeniu Towarzyszy Krzyża. W latach 1995–2003 był jednocześnie inkardynowany do archidiecezji Ottawa, w której pracował jako duszpasterz parafialny. W latach 2000–2006 był zakonnym dyrektorem wydziału ds. formacji, a w kolejnych latach piastował urząd przełożonego generalnego zgromadzenia.
8 kwietnia 2016 papież Franciszek mianował go biskupem polowym Ordynariatu Wojskowego Kanady. Sakry udzielił mu 31 maja 2016 metropolita Ottawy – arcybiskup Terrence Prendergast.